# جيسي (مغنية راب)
جيسي (بالكورية: 제시)‏ (من مواليد 17 ديسمبر 1988) مغنية أمريكية كورية جنوبية ولدت في نيويورك وعاشت في نيو جيرسي ولكنها إنتقلت لكوريا وهي بالخامسة عشر من عمرها، بدأت مسيرتها الفنية عام 2005

## مسيرتها الفنية
في عام 2003 دخلت جيسيكا في تجربة الأداء من أجل دوريم ميديا وبعدها إنتقلت لكوريا بعمر 15 سنة
في سنة 2005 جيسي أصدرت أول البوم لها وهي تدعى «إنهض» وفي 2006 شاركت في ألبوم فرقة أبتاون وفي 2009 أصدرت ألبومها الثاني

## إختفائها عن الفن وإهانتها للفنانين
في عام 2006 أغلقت جيسيكا حسابها في موقع ماي سبيس بعد أن قامت بسب المغنية الكورية بوا كون وسب عضوات فرقة غيرلز جينيريشن ونعتهن بالشاذات رغم أن لديها صديقة في الفرقة تُدعى تيفاني لذلك تركت الفن لمدة 5 سنوات وفي عام 2013 تسببت بالعديد من المشاكل وأثارت الجدل بسبب حادثة إعتادئها على أحد المواطنين في ملهى ليلي وبعدها عادت سنة 2014 للفن مع فرقة لوكي جي

## ألبومات

### ألبومات منفردة
| العنوان | تفاصيل الألبوم                                                                                                | الأغاني | المبيعات       |
| ------- | --- | --- | -------------- |
| "أنهض"  | - إصدار سنة: 1 ديسبمر 2005 - اللغة: الإنجليزية، الكورية - الشركة: دوريمي ميديا - النوع: سي دي، تحميل إلكتروني | الأغاني 1. "W.T.H" 2. "Missin' U" 3. "Get Up" 4. "1-2 Step" 5. "Give It All" 6. "Missin' U" 7. "All I Need..." 8. "The Christmas Song" | - كوريا: 1,926 |

### أغاني
| العنوان              | سنة  | مركز الأغنية في مواقع الأغاني | مبيعات                           |
| العنوان              | سنة  | مخطط غاون للموسيقى            | مبيعات                           |
| -------------------- | ---- | ----------------------------- | -------------------------------- |
| "الحياة جيدة"        | 2009 | —                             |                                  |
| "أريد أن أكون نفسي"  | 2015 | 31                            |                                  |
| "أخت قوية"           | 2015 | 9                             | - كوريا: 140,783+ (تحميل موسيقى) |
| "أرفع كعبك" مع Dok2" | 2015 | —                             |                                  |

### أغاني تعاون - أغاني منفردة
| السنة | الأغنية            | مدتها | الفنان                 |
| ----- | ------------------ | ----- | ---------------------- |
| 2014  | "هل تستطيع سماعي؟" | 3:21  | لوكي جي                |
| 2014  | "كم مقدار حبك؟"    | 3:14  | Wheesung & بومكي       |
| 2014  | "لا لا لا"         | 3:22  | Pharoh بمشاركة جيسي    |
| 2015  | "نوعي"             | 3:17  | كانقام، تشيتا & جيسي   |
| 2015  | "حلم قبيح"         | 3:17  | جيسي                   |
| 2015  | "من هي والدتكِ؟"    | 3:48  | باك جن يونغ مع جيسي    |
| 2015  | "أريد أن أكون أنا" | 3:26  | جيسي                   |
| 2015  | "أخت قوية"         | 2:55  | جيسي                   |
| 2015  | "فقط مثلك"         | 3:32  | برايمري مع جيسي        |
| 2015  | "Me, Myself & I"   | 3.15  | هيز مع Wheesung & جيسي |

## أعمال في التلفاز

### البرامج التلفزيونية
| السنة | العنوان               | القناة                | ملاحظات                                            |
| ----- | --------------------- | --------------------- | -------------------------------------------------- |
| 2014  | مسابقة المغنين        | إمنت (قناة تلفزيونية) | الحلقة الأولى                                      |
| 2014  | مغنيات الراب القبيحات | إمنت (قناة تلفزيونية) | متسابقة                                            |
| 2015  | انا مغنية             | مؤسسة منهوا للإذاعة   | ضيفه                                               |
| 2015  | تاكسي                 | تي في إن              | ضيفه                                               |
| 2015  | سعداء سويا            | نظام البث الكوري      | حلقة 392                                           |
| 2015  | كراسة رسم يو هي يول   | نظام البث الكوري      | ضيفه                                               |
| 2015  | رانينغ مان            | SBS                   | حلقة 244 & 252                                     |
| 2015  | مرحبا ايها المستشار   | نظام البث الكوري      | حلقة 223                                           |
| 2015  | علامة في القلب        | إمنت (قناة تلفزيونية) | حلقة 1-2                                           |
| 2015  | مسابقة تغيير العالم   | مؤسسة منهوا للإذاعة   | حلقة 297                                           |
| 2015  | كراسة رسم يو هي يول   | نظام البث الكوري      | حلقة 283                                           |
| 2015  | الرجل الحقيقي         | مؤسسة منهوا للإذاعة   | عضوة في البرنامج                                   |
| 2015  | نادي بعد المدرسة      | قناة أريرانغ          | ضيفه (2015)                                        |
| 2015  | المغني ملك الأقنعة    | مؤسسة منهوا للإذاعة   | Contestant, حلقة 35 (شاركت بلقب "ملكة جمال كوريا") |